# Елена (спътник)
Вижте пояснителната страница за други значения на Елена.
Елена е естествен спътник на Сатурн. Известен е още под името Сатурн 12. Спътникът е открит през 1980 г. при наземни наблюдения от екип астрономи включващ Пиер Лаке и Жан Лекашу от обсерваторията Пик дю Миди. При откриването му е дадено предварителното означение 1980 S 6. През 1988 г. на спътника е дадено името на фигурата от древногръцката митология Елена.
Спътникът е коорбитален с Диона и Полидевк, като е разположен на водещата (L4) точка на Лагранж, поради която причина в миналото е бил известен и под името Диона Б. Полидевк се намира на задната точка (L5) на Лагранж.